# Alquídico

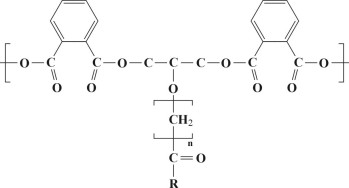
Exemplo de resina Alquídica

Um alquídico (ou Alquído) é produzido por uma reacção entre um ácido, um Álcool e um óleo secante. Como a reacção de um ácido com um álcool gera um Poliéster, uma resina alquídica resulta da modificação de um Poliéster com a adição de um óleo secante. Os alquidicos são derivados polióis e do Ácido dicarboxílico.
O termo alquídico provém do termo inglês Alkyd, que é uma modificação do termo original Alcid, o qual resultava do facto de estes produtos serem derivados da reacção entre um ALcool e um áCIDo.
A introdução de um óleo secante (ácido gordo) confere ao Poliéster a tendência para formar um revestimento flexível.
Os Alquídicos são usados em Tintas onde são a resina dominante em tintas de óleo e em Moldes de fundição de areia.
A produção de resinas alquídicas a nível mundial situa-se na ordem das 200 000 toneladas
As resinas Alquídicas originais eram produzidas a partir do glicerol e do ácido ftálico e vendido sob a denominação comercial de Glyptal, a qual era vendida como um substituto das resinas de copal. Foi a partir deste composto que as actuais resinas foram desenvolvidas.~

## Fabrico
As resinas Alquídicas originais eram produzidas a partir do glicerol e do ácido ftálico e vendido sob a denominação comercial de Glyptal, a qual era vendida como um substituto das resinas de copal. Foi a partir deste composto que as actuais resinas foram desenvolvidas.
Existem actualmente dois tipo de resinas Alquídicas, secantes e não secantes. Ambos os tipo são produzidos a partir de ácidos dicarboxílicos ou anidros, tal como o anidrido ftálico ou o anidrido maleico e polióis como o Etiltrimetilolpropano, glicerina e Pentaeritritol.
Para as resinas secantes, triglicerídeos derivados de ácidos gordos insaturados (Geralmente de origem vegetal) como a linhaça. Estes alquídicos curam por exposição ao ar. A velocidade de secagem e a natureza dos revestimentos dependem da quantidade e tipo do óleo secante usado (Quanto maior for a insaturação maior será a velocidade de reacção ao ar), dos agentes secantes (Sais metálicos). Estes compostos de coordenação, catalizam a reticulação nos locais insaturados
As tintas alquídicas são produzidas em dois processos; Processo de ácidos gordos e o processo da alcoolose ou de monoglicerídeo. As tintas alquídicas de maior qualidade, como os pentalaquídicos, e resistência são produzidas no primeiro processo, onde a composição da resina resultante pode ser controlada com maior precisão. Neste processo, um anidrido ácido, um poliol e um ácido gordo insaturado são combinados e cozidos conjuntamente a 185 °C, até que o produto resultante atinja uma viscosidade pré-determinada.
As resinas alquídicas mais económicas, onde a qualidade do produto final não é fundamental, são produzidas por alcoolose ou pelo processo do gliceridio. Neste processo óleo vegetal, com teor em componentes insaturados é elevado, é combinado com um poliol adicional e aquecido para causar a transesterificação dos triglicerídeos numa mistura de óleos mono e di-glicerídeos. A esta mistura é adicionado anidrido ácido para construir o massa molecular da resina, para se assememlhar ao mesmo composto produzido pelo processo do ácido gordo. No entanto, a alcoolose produz uma estrutura macromolecular mais aleatória que o processo do ácido gordo.
Para remover a água, sub-produto da reacção, e para aumentar a velocidade de reacção, anidrido ftálico é adicionado em excesso. A água é removida com o ácido que não reagiu aquecendo a mistura a uma temperatura adequada, fazendo com que a reacção não seja tão controlada como o desejado.
Recentemente foi introduzido um processo que usa Xileno para poduzir um azeótropo com a água. Esta alteração permitiu um melhor controlo da reacção a baixas temperaturas e também produziu resinas com baixa viscosidade, úteis no fabrico de tintas com elevado teor de sólidos. Este processo ficou conhecido por processo AZO.
Em ambos os processos, o produto resultante é uma resina de poliéster à qual estão ligados grupos pendentes de óleos secantes. Após o fim do processo, a resina obtida é purificada, diluída em solvente e vendida a fabricantes de tintas e vernizes.

## Utilizações

### Fundição de areia
Alquídicos ou ligantes óleo-uretanados são usados na fundição de metais na criação de moldes de areia. A resina alquídica é misturada com um polímero de isocianatos e um secante metálico, o qual acelera a reacção. Ao contrário de outras tecnologias de moldes sem cozedura, o processo não liberta vapores tóxicos, mas os moldes necessitam uma cura ao ar mais longa.

### Tintas
As tíntas alquídicas são vendidas em 3 classes distintas: Cadeia longa, média e curta. Estes termos representam a fracção relativa do componente de óleo secante na resina. Óleos alquídicos de cadeia longa possuem um grande teor em óleo secante e são geralmente vendidos para o mercado como revestimentos de média duração. Óleos alquídicos de cadeia média, possuem menos teor em óleo secante e uma percentagem mais elevada de poliéster de elevada massa molecular. Secam mais devagar e são usados em tintas de acabamento a alto brilhos para madeira. Na extremidade inferior encontram-se os óleos alquícios de cadeia curta, onde o teor em óleo secante é muito baixo em relação ao polímero de poliéster. Este tipo de tinta não seca a não ser se for aquecida. Estas tintas são usadas como revestimento de esmalte por cozedura para acabamento de produtos metálicos, em conjunto com resinas  de amina ou Formaldeído.
Os alquídicos também são alterados com Resina Fenólica, Estireno, Viniltolueno, monómeros acrílicos (para a secagem ser mais rápida) e Poliuretanos. Através da adição de certas resinas modificantes é possível produzir alquídicos tixotrópicos para uso decorativo.
As tintas alquídicas para uso decorativo possuem óleos cozidos extra, para serem mais longos e assim mais duráveis. As resinas de óleo de cadeia curta, usadas em esmaltes para estufagem são feitas de óleos saturados não secantes ou ácidos gordos. Estes usualmente possuem valores mais elevados de número ácido e hidroxilo, para poderem reagir com os grupos hidroxilo das resinas amina. Estas misturas são usualmente estabilizadas com aminas para prevenir a gelificação durante o armazenamento.
Como a maioria dos componentes de uma tinta alquídica (Ácidos gordos e óleos triglicerídeos) são derivados de fontes renováveis de baixo custo, o seu custo manteve-se baixo apesar dos constantes aumentos do preço do petróleo, que é a fonte das matérias-primas predominantes na maioria dos restantes tipos de tintas, tais como Vinilicas, Acrílicas, Epoxis e Poliuretanos.
As fontes primárias de óleos secantes para as tintas alquídicas são:
- Linhaça;
- Óleo de Tung;
- Óleo de girassol;
- Óleo de Cártamo;
- Óleo de Noz;
- Óleo de Soja;
- Óleo de Milho;
- Óleo de Cânhamo.